# Biedronka
Biedronka (с пол. — «Божья коровка») — сеть из более чем 3000 дисконтных магазинов, более чем в 1000 населённых пунктов Польши, принадлежащей компании «Jerónimo Martins Polska», дочернему подразделению португальской группы «Jerónimo Martins». 
По количеству магазинов это самая крупная иностранная сеть розничной торговли в Польше: к середине 2015 года «Biedronka» насчитывала более 2800 магазинов, в которых работают более 67 тыс. работников. 
По состоянию на 2020 год — самая популярная сеть супермаркетов в Польше, насчитывающая более 3000 магазинов.
По стоимости польских брендов занимает второе место, уступая только нефтяной компании Orlen (по итогам 2015 года).

## История
История сети берёт своё начало с 1994 года, когда Мариуш Швитальский открыл первый магазин Biedronka.
В 1997 году группа «Jerónimo Martins» приобрела сеть из 210 магазинов «Biedronka» в «Elektromis», после чего Швитальский занялся новым проектом — небольшими магазинами возле дома вместе с тем помогая «Jerónimo Martins» с выбором земельных участков для новых магазинов «Biedronka». 
К 2012 году сеть насчитывала уже 2000 магазинов (в 2012 году каждые 36 часов открывался новый магазин сети «Biedronka»). 
В сентябре 2014 года сеть открыла 2500-й магазин, а в феврале 2019 года — 3000-й магазин.
В 2008 году было приобретено 120 магазинов немецкой сети «Plus», которые были преобразованы в магазины «Biedronka». В рейтинге дневника «Rzeczpospolita» «Список 500 крупнейших компаний Польши», «Biedronka» ежегодно занимает высшее место от предыдущего. В аналогичном рейтинге, подготовленном еженедельником «Polityka», «Jerónimo Martins Polska SA» заняла 5-е место в 2009 году и 4-е место в 2010 году, которое сохранила в 2011 году.
Торгует товарами под собственной торговой маркой.

### Обвинение в нарушении прав работников

Карта программы лояльности сети «Moja Biedronka».

В апреле 2004 года в программе TVN «Uwaga!» был показан сюжет, в котором говорилось, что работники сети «Biedronka» не получают надлежащие выплаты за сверхурочное время и регулярно подрабатываются трудовые документы, чтобы скрыть эти нарушения. Данные предоставлены Боженою Лопацкой, работавшей менеджером магазина «Biedronka» в Эльблонге. После показа программы был возбуждён ряд исков против владельцев сети, но только в отдельных случаях вина работодателя была признана. Апелляционный суд в Гданьске назначил компенсацию в 26 000 злотых за 2,5 тысячи сверхчасов.
В первой половине 2007 года суды рассмотрели 27 дел против JMD. Владельцы Biedronka проиграли шесть, выиграли десять дел, а остальные дела признаны недействительными.
В январе 2009 года Люблинский апелляционный суд отклонил апелляционную жалобу JMD на решение суда первой инстанции по делу, которое сеть возбудила против Ассоциации потерпевших «Wielkie Sieci Handlowe Biedronka» за ложные обвинения, опубликованные в интервью президента ассоциации в региональном объявив владельца коммерческой сети «Biedronka» «по нечестному поведению (…) не может эффективно требовать правовой защиты своих прав». Таким образом, он поддержал решение окружного суда, отклонившего иск JMD, отмечая, что обвинения против сети были подтверждены, среди прочих во время аудита, а также в других решениях суда.
Окружной суд заявил, что «практически никогда работники не работали в соответствии с изменениями и договоренным рабочим временем. Часто работники по первой смене оставались на работе до 1—2 часов следующего, а иногда даже дольше». Окружной суд в Белостоке признал руководителей районов Biedronka виновными в подстрекательстве руководителей магазинов: за фальсификацию учёта рабочего времени, постоянное нарушение прав работников и занятие больше рабочего времени, предусмотренного договором.

## Оплата банковской картой

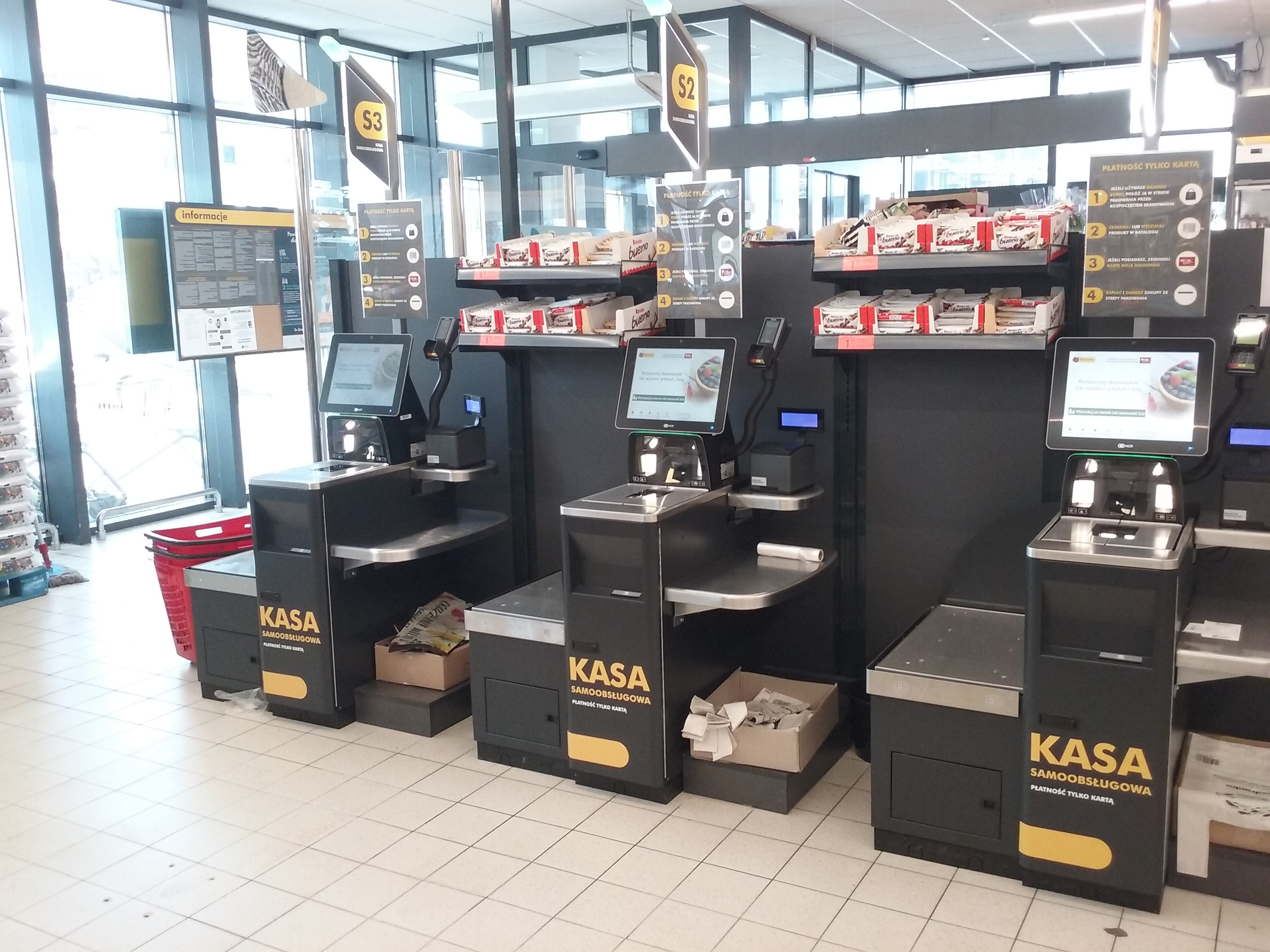
Кассы самообслуживания, установленные в магазинах сети, принимающих только безналичные платежи

В течение нескольких лет с момента создания общенациональной сети и гораздо позже конкурирующих сетей до октября 2013 года Biedronka не принимала безналичные платежи, аргументируя это тем, что плата за банковские услуги и организацию транзакций слишком высока (в среднем в Польше составила 1,7 % и в то время была одними из самых высоких в Европе), так что если «Biedronka» приняла половину своих операций в электронном виде, ей пришлось бы платить 200—250 млн злотых комиссионно ежегодно. 
При этом, затраты, связанные с использованием только наличных средств (транспорт, охрана, подсчёт), составляли бы лишь ориентировочно 0,3—0,4 % доходов.
Политика компании изменилась, когда 21 октября 2013 г. сеть магазинов «Biedronka» сделала доступной для клиентов мобильную платёжную систему «iKASA». Благодаря этой платформе люди, имеющие счёт в Alior Bank или Getin Bank, могли осуществлять платежи посредством телефона в магазинах Biedronka. Клиенты банка Pekao также могли пользоваться мобильными платежами в магазинах Biedronka, на основе системы PeoPay. 

Ситуация изменилась в 2014 году, когда максимальная комиссия по расчётам карт была снижена (до 0,5 %, а затем до 0,2 %). 16 июня 2014 года «Biedronka» ввела оплату платёжной картой (VISA, MasterCard).  
Наличные и безналичные операции сети Biedronka обслуживает Bank Pekao SA.

## Галерея

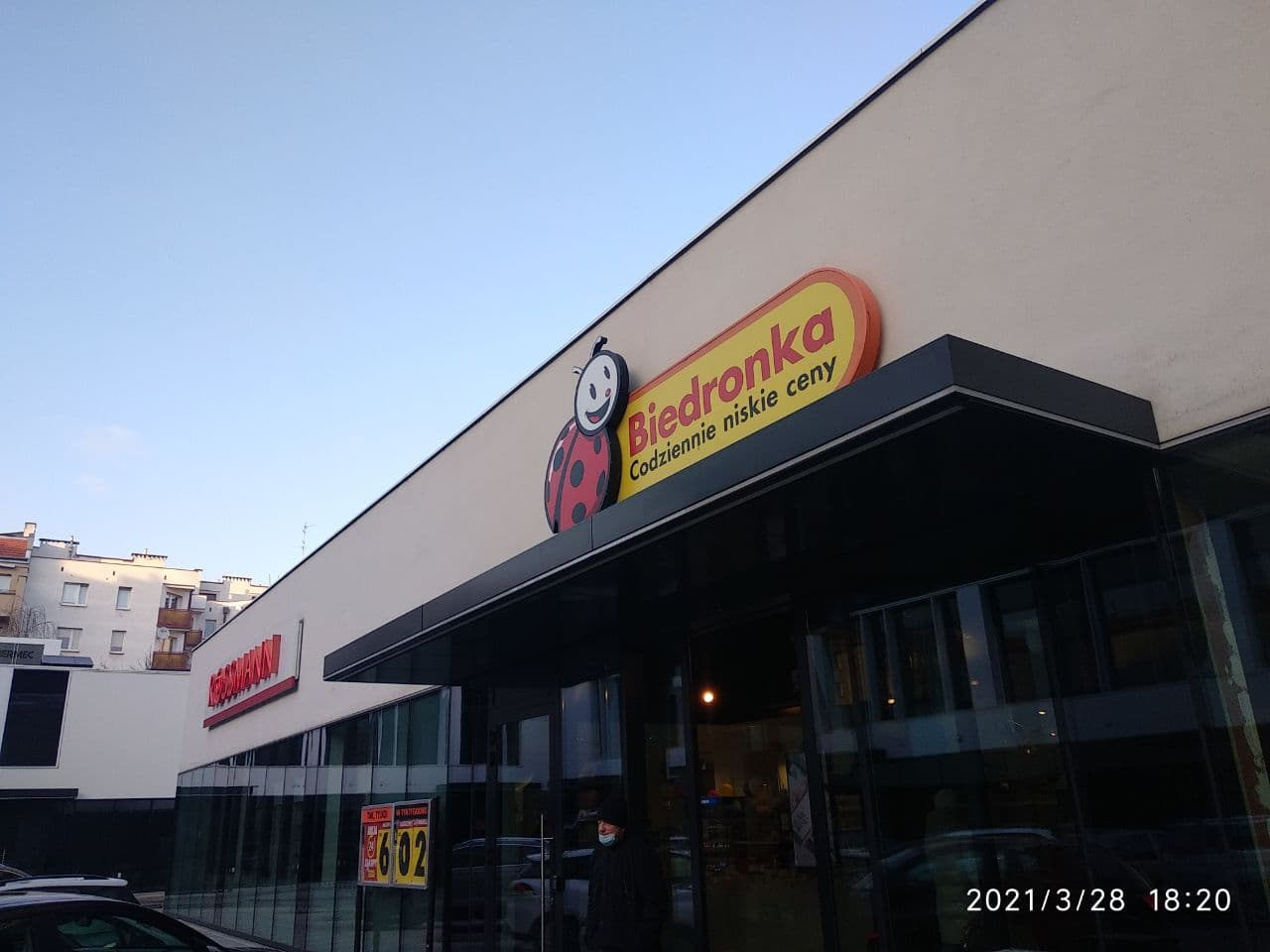
Магазин обновлённого дизайна во Вроцлаве
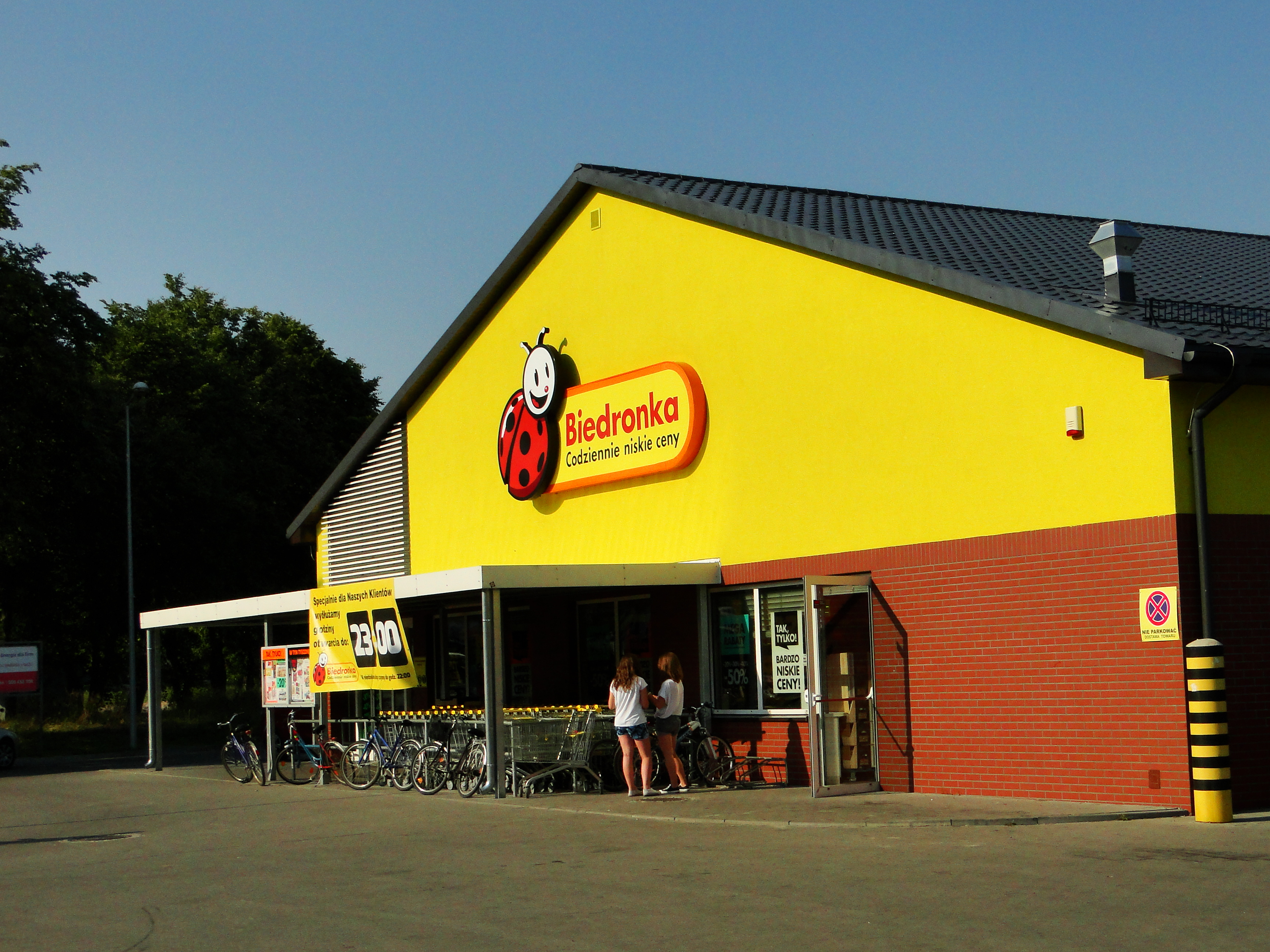
Магазин Biedronka в Пецке
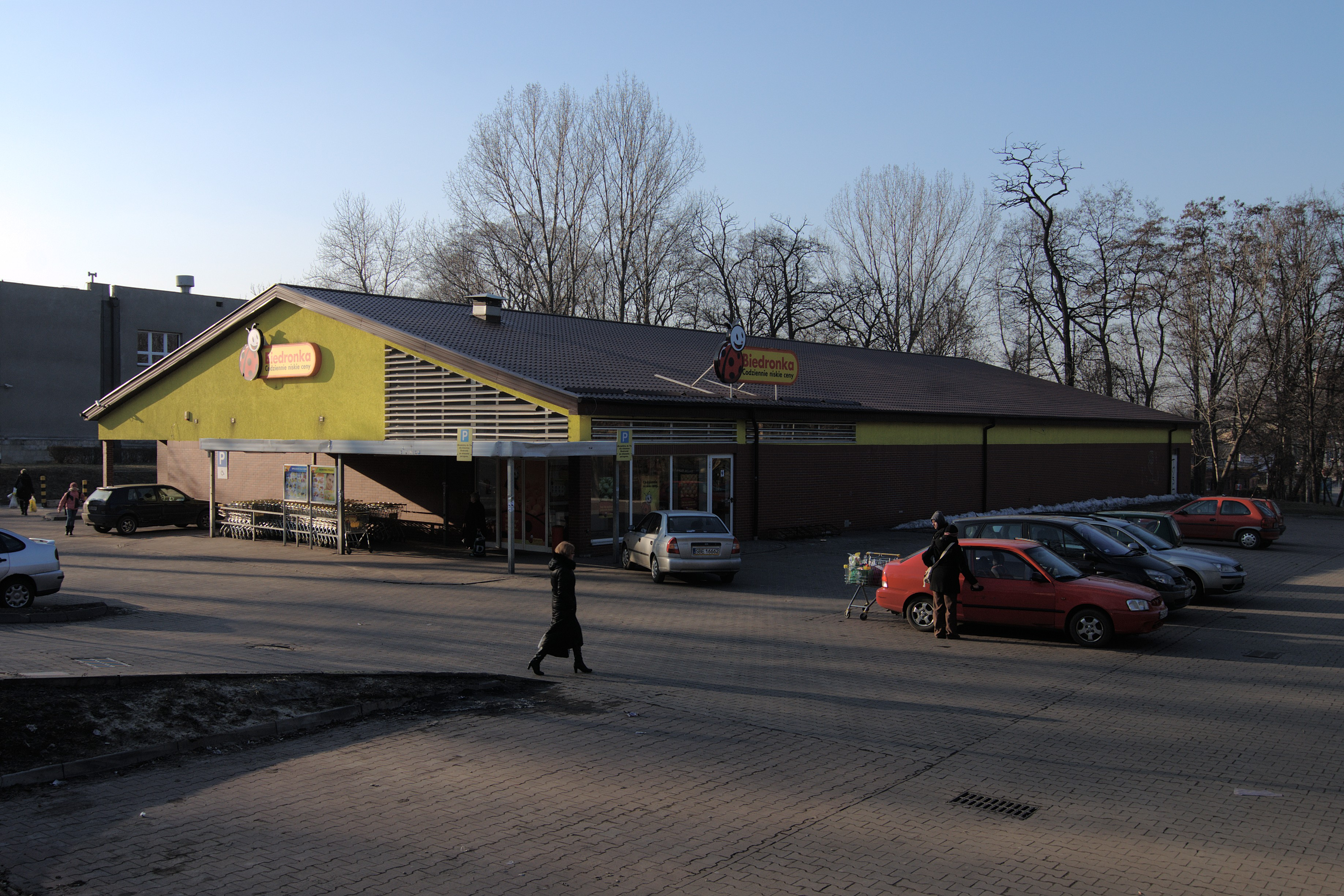
Магазин Biedronka в городе Руда-Слёнска
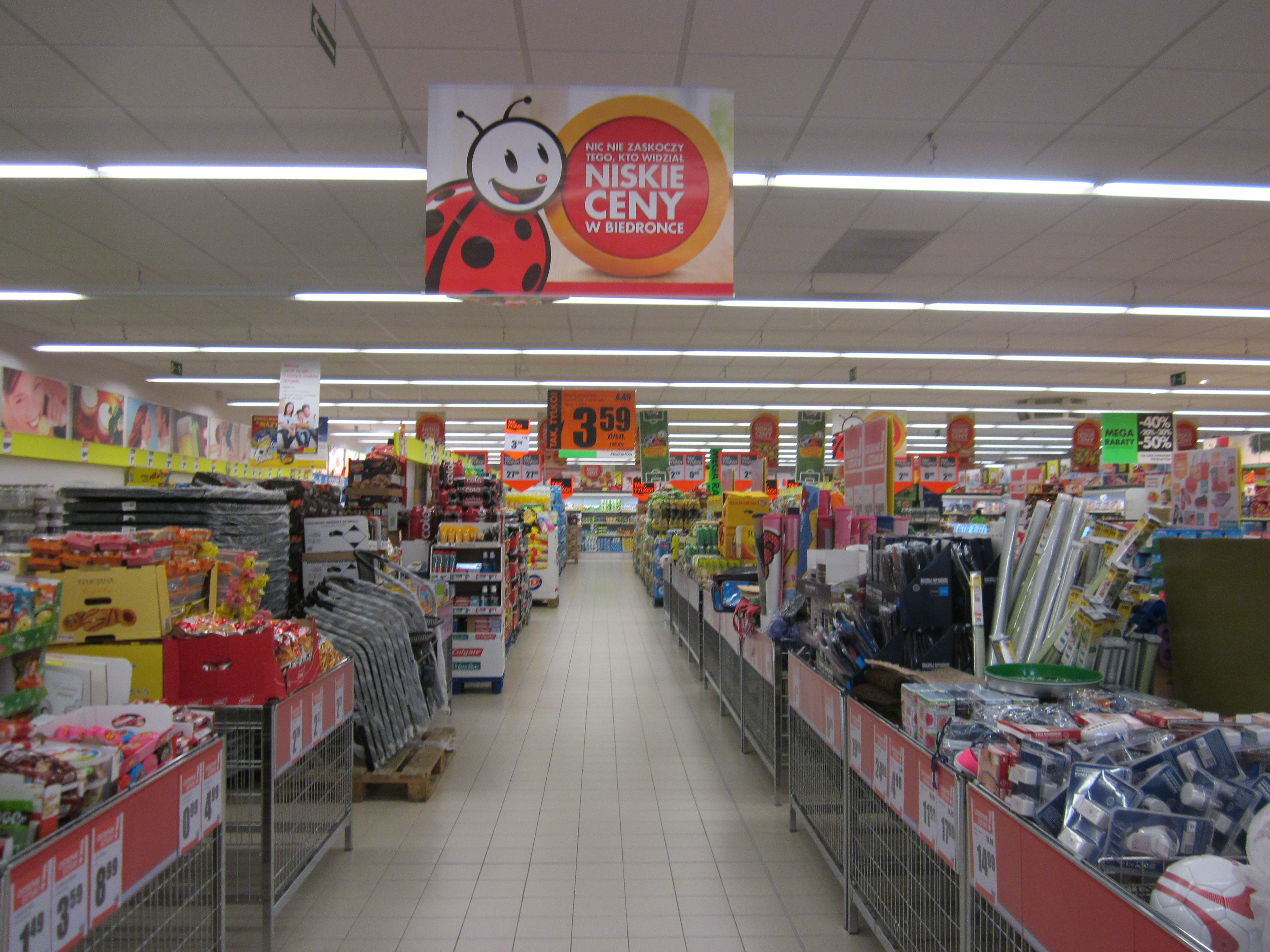
Внутри магазина Biedronka в Белостоке
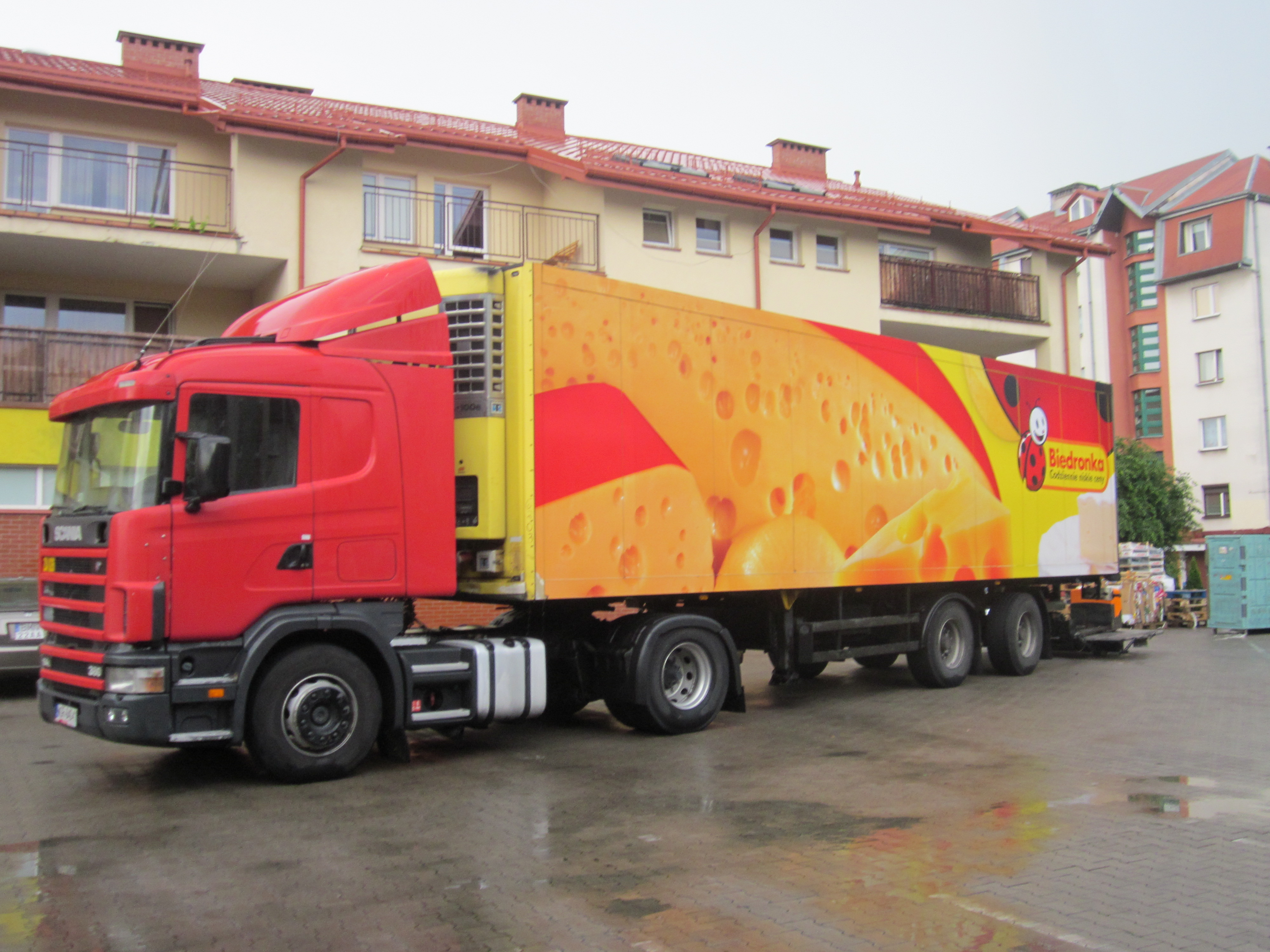
Грузовые автомобили Biedronka